# سنجر دهمرده (هیرمند)
سنجر دهمرده، روستایی است از توابع بخش مرکزی شهرستان هیرمند در استان سیستان و بلوچستان ایران.

## جمعیت
این روستا در دهستان جهان‌آباد قرار داشته و براساس سرشماری سال ۱۳۸۵جمعیت آن ۸۰نفر (۱۰خانوار) بوده‌است.